# Rhynchospora chimantensis
Rhynchospora chimantensis är en halvgräsart som beskrevs av William Wayt Thomas. Rhynchospora chimantensis ingår i släktet småag, och familjen halvgräs. Inga underarter finns listade i Catalogue of Life.